# Francesco Paolo Bonifacio

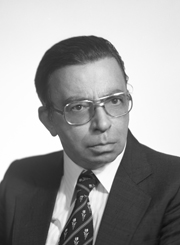
Francesco Paolo Bonifacio - italienischer Politiker und Richter

Francesco Paolo Bonifacio (* 3. Mai 1923 in Castellammare di Stabia, Provinz Neapel; † 14. März 1989 in Rom) war ein italienischer Jurist, Hochschullehrer und Politiker der Democrazia Cristiana (DC), der sowohl Richter als auch Präsident des Verfassungsgerichts (Corte Costituzionale) sowie Justizminister Italiens war.

## Leben
Nach dem Schulbesuch absolvierte Bonifacio ein Studium der Rechtswissenschaften und nahm nach Beendigung des Studiums eine Professur für Öffentliches Recht und Römisches Recht an der Universität Neapel an, an der er bis 1963 lehrte.
Am 2. Oktober 1963 wurde er zum Richter am Verfassungsgericht, der Corte Costituzionale, für eine zwölfjährige Amtszeit gewählt und trat dieses Amt am 25. Oktober 1963 an. Am 13. November 1964 wurde ihm das Großkreuz des Verdienstordens der Italienischen Republik verliehen. Am 23. Februar 1973 wurde er als Nachfolger von Giuseppe Chiarelli zum Präsidenten des Verfassungsgerichts gewählt und übte dieses Amt bis zu seiner Ablösung durch Paolo Rossi mit Ablauf seiner zwölfjährigen Amtszeit am 25. Oktober 1975 aus.
Am 12. Februar 1976 wurde Bonifacio von Ministerpräsident Aldo Moro zum Minister für Begnadigungen und Justiz (Ministro di Grazia e Giustizia) in dessen fünftes Kabinett berufen und übte dieses Amt auch während der dritten und vierten Amtszeit von Ministerpräsident Giulio Andreotti bis zum 20. März 1979 aus. Am 1. November 1976 wurde Bonifacio außerdem Professor für Öffentliches Recht an der Universität La Sapienza in Rom.
Während seiner Amtszeit als Justizminister wurde er am 20. Juni 1976 zum Mitglied des Senats (Senato della Repubblica) gewählt und gehörte diesem bis zum 1. Juli 1987 an. Zuletzt war er von August 1983 bis Juli 1987 Vorsitzender des Ständigen Ausschusses für Verfassungsangelegenheiten.
Am 11. Mai 2011 benannte seine Geburtsstadt Castellammare di Stabia ihm zu Ehren posthum die Piazza Francesco Paolo Bonifacio im Ortsteil San Marco.